# Kathryn Johnson
Kathryn Johnson, född den 21 januari 1967 i King's Lynn, Storbritannien, är en brittisk landhockeyspelare.
Hon tog OS-brons i damernas landhockeyturnering i samband med de olympiska landhockeytävlingarna 1992 i Barcelona.